# Lennart Hellström
Lennart Harald Hellström, född 20 maj 1928 i Stockholm, död 24 april 2015, var en svensk barn- och ungdomspsykiater.
Hellström, som var son till praktiserande läkaren Sven Gösta Hellström och Vanja Andersson, avlade studentexamen i Stockholm 1949, blev medicine kandidat där 1953 och medicine licentiat där 1958. Han var vikarierande underläkare på Pensionsstyrelsens sjukhus i Nynäshamn 1954, vid kirurgiska och anestesiavdelningarna på Sundsvalls lasarett 1955, vikarierande provinsialläkare i Lesjöfors och Olofströms distrikt 1956 och 1957, förste underläkare vid medicinska avdelningen på Stockholms garnisonssjukhus 1958, vikarierande underläkare på Barnsjukhuset Samariten 1959, underläkare vid barnkliniken på Hudiksvalls lasarett 1959–1961, underläkare vid medicinska och barnpsykiatriska klinikerna på Kronprinsessan Lovisas barnsjukhus 1961–1963, på Sachsska barnsjukhuset 1963–1964, tillförordnad socialläkare vid Stockholms stads barnavårdsnämnd 1964, underläkare på Beckomberga sjukhus 1964–1966, biträdande läkare för ungdomshemmen vid Stockholms stads psykiska barna- och ungdomsvård 1966, tillförordnad socialläkare vid Stockholms stads barnavårdsnämnd 1966–1968, skolpsykiater vid Stockholms skoldirektion 1968–1969 och överläkare på socialläkarcentralen vid Stockholms stads barnavårdsnämnd från 1969. Han var skolläkare vid Söderberga skolhem från 1963 och läkare vid Nockeby barnavårdscentral från 1964.